# Lutjanus campechanus
Cet article concerne le poisson appelé red snapper en anglais et dans certains restaurants de sushis. Pour le groupe de musique britannique, voir Red Snapper.
Vivaneau campèche, Vivaneau rouge
Espèce

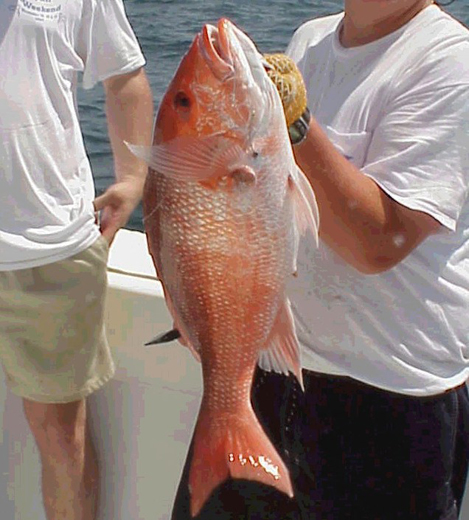
L'état du stock de cette espèce fait l'objet de controverse entre pêcheurs et administrations de la pêche (espèces la plus pêchée en Guyane, devant la crevette)

Lutjanus campechanus, connu sous le nom vernaculaire de vivaneau campèche ou vivaneau rouge au Québec, est une espèce de poissons de la famille des Lutjanidae, native de l'ouest de l'océan Atlantique, des côtes canadiennes à celles du Brésil. Comme la plupart des Lutjanidae c'est un poisson à croissance lente qui après une vingtaine d'années atteint 10 kilos et 85 cm ;  à 10 ans il mesure 66 cm et pèse 5 kilos. 

C'est une espèce en régression sur une grande partie de son aire de répartition (les tailles moyennes pêchées diminuent).

## Alimentation
Selon Pérodou en 1994 c'est un « carnivore  opportuniste » (cannibale à l'occasion) et qui consomme d'abord des poissons récifaux (36 % de son régime alimentaire), puis des crabes (23 %), et des crevettes (12 %) et enfin d'autres crustacés (13 %), diverses espèces benthiques (5 %), quelques céphalopodes (4 %) et du plancton (7 %) cité par Ifremer. 

## Écologie

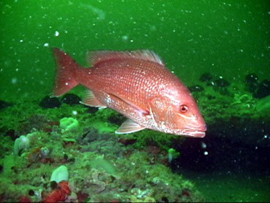
Le Vivaneau rouge adulte est inféodé aux fonds rocheux (30 à 120 m de fond) sauf au moment de la reproduction (ici : réserve naturelle du Gray's Reef National Marine Sanctuary)

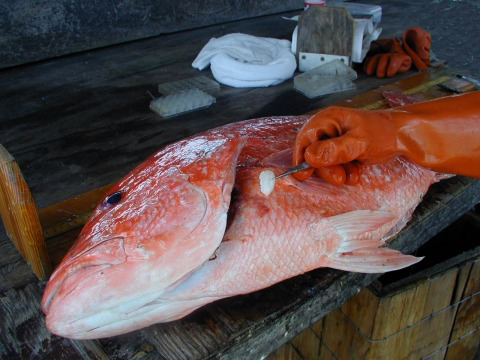
Extraction de l'otolithe par un scientifique, pour évaluer l'âge du poisson

Moguedet et al. en 1995 classent le Vivaneau rouge comme espèce démersale hauturière (qui sera donc très rarement présent à l'état adulte dans la frange côtière sur les fonds de moins de 30 m, mais plutôt sur des fonds rocheux plus profonds et aux eaux claires (de 30 à 120 m de fond), alors que les alevins peuvent apprécier les eaux plus turbides).
L'adulte est sédentaire et territorial. Il se comporte comme le mérou : il se cherche un abri dans les fonds rocheux ou récifaux, qu'il adopte et qu'il ne quitte plus que pour rechercher de la nourriture (ou se reproduire). 

Ce comportement explique les difficultés posées par sa gestion halieutique (si ces habitats sont surpêchés, le stock ne se reconstituera pas ailleurs, et la biomasse des Vivanneaux rouges hébergés dans un récif ou fond rocheux est limitée.  Sa croissance est lente. 
Sex-ratio :  Grimes (1987) et Pérodou (1994) l'estimaient très équilibré, mais des relevés faits dans certains bancs montrent ce n'est pas le cas (ratio de mâles/femelles de 40–60 % (ce qui pourrait éventuellement faire évoquer un problème de perturbation endocrinienne). 

### Reproduction
Les conditions du frai sont encore mal connues. Il durerait en zone équatoriale et condition insulaire toute la saison des pluies (avec une ponte continue) alors qu'en conditions continentales (Brésil, Guyane) l'espèce aurait une reproduction  saisonnière plus irrégulière avec des  pics successifs durant la saison  des pluies ; En Guyane il semble qu'en juillet, la majorité des femelles soient prêtes à pondre alors qu’en août, octobre et novembre, elles soient en situation de repos sexuel. les vivaneaux pourraient donc se reproduire entre juillet et août (saison unique, ce qui semble peu probable au vu des études faites ailleurs) ou comme au nord du Brésil les vivaneaux qui sont matures en juillet migrent vers le talus 
continental en juillet-août mais pour ne pondre que plus tard en octobre. L’absence de vivaneaux matures dans les pêches d'août serait expliquée par une migration faisant qu'ils ne sont plus sur les lieux de  pêche, mais probablement plus au large et en profondeur le long de la pente du plateau continental pour y pondre (entre avril et  septembre quand l'Amazone et les autres fleuves libèrent le plus de nutriments dans l'Atlantique.
C'est un poisson à stratégie K selon  Pérodou  (1994) ou de  type R selon Grimes  (1987). 
Sa première maturité sexuelle n'intervient que vers 4 ans (il mesure alors environ 35 cm). 
Il est très fécond (à 10 ans une femelle produit environ 3 millions d'œufs par an), mais une grande partie des œufs et alevins périront mangés par d'autres espèces. 
Après l'éclosion les alevins migrent vers des nourriceries côtières, profitant des nutriments abondants apportés par les fleuves en crue.

## Surpêche et controverses
Comme pour la plupart des espèces de poisson les effectifs de Vivanneau rouge sont en régression sur tout ou partie de son aire de répartition, notamment en raison de la surpêche ; Aux États-Unis, la loi fédérale de 1976 sur la conservation et la gestion des pêcheries fixe des quotas pour reconstituer les stocks surexploités (dont pour le Vivaneau rouge).

### En France
Sur les territoires marins (ZEE) que la France a actuellement en responsabilité il est notamment présent et largement pêché en Guyane par plusieurs flottilles de ligneurs vénézuéliens venant de l'île Margarita et pêchant jusque dans les eaux de l'État de l'Amapa et en Guyane ; pêcherie qui alimente toutes les Antilles. Cette pêcherie est depuis quelques années fragmentées selon le zonage des ZEE nationales où une licence de pêche spécifique doit être délivrée par chaque nation responsable de la zone. En 2010, 41 licences européennes étaient attribuées par la 
Commission Européenne des pêcheries étrangères (avec obligation de débarquer 75 % de leurs captures en Guyane). Près des 2/3 de l’effort total de pêche des flottilles vénézuéliennes s'était vers 2010 concentré sur des fonds de 30-60 m situés devant Cayenne (Zone de pêche n°2), peut-être pour économiser le carburant.
En Guyane des bateaux antillais, martiniquais et guadeloupéen viennent aussi pêcher le Vivanneau (via des nasses à poissons, un moyen de pêche qui a selon Ifremer failli faire disparaitre l'espèce aux Antilles et qui explique que les pêcheurs guyanais qui utilisent traditionnellement la "ligne à main" contestent la venue de ces bateaux concurrents). En 2010 la valeur débarquée déclarée était d'environ 3 millions d'euros pour la Guyane.
La pêcherie vénézuélienne de Vivanneau a fait l'objet d'une première étude (thèse de doctorat) dans les années 1980. Cette étude a cherché à conjointement prendre en compte son intensité (puissance de pêche), les variations et strates spatio-saisonnières d'abondance et les abondances annuelles de ce poisson. En 5 ans d'observation  (1987 à 1991) l'indice annuel d'abondance de l'espèce a chuté, en raison très probablement d'une surpêche, mais selon l'auteur de l'étude la ressource apparaissait encore (pour la fin des années 1980) comme potentiellement stable si elle n'était que transitoirement surexploitée. Mais sans une diminution de l'effort de pêche, il fallait s'attendre à « une baisse importante de la production » pour les années à venir.
À la toute fin du XXe siècle, La pêche à la ligne à main était réputée moins à risque, mais une dizaine d'hommes à bord d'un ligneur font finalement autant de dégâts sur le stock que la pêche aux nasses qui tend d'ailleurs à être abandonnée. 
En Guyane ce stock (de même que celui de "vivaneau rayé" ou Lutjanus synagris et de  "vivaneaux tête ronde" ou "ti-yeux" ; Rhomboplites aurorubens) est exploité ou surexploité par 3 flottilles plus ou moins concurrentes : 
1. les ligneurs vénézuéliens (environ 1200 tonnes déclarées par an vers l'an 2000, essentiellement débarquées au Venezuela, avec des prises d'une taille de plus en plus petite qui montre un déclin préoccupant du stock de grands reproducteurs : les petites tailles sont devenus prépondérants dans leurs captures. Selon Ifremer, « les tailles 20-30cm (125-425 grammes) sont devenues dominantes à la fin du XXe siècle (on est passé, entre 1990 et 1998, de 37 000 poissons débarqués (6 % de la capture) à  616 500  poissons (56 % de la capture). La taille moyenne du vivaneau rouge débarqué est passée de 45 à 35 cm et son poids moyen de 1600 grammes à 700 grammes) »[3] ;
2. les caseyeurs antillais (martiniquais essentiellement) qui constatent aussi une réduction de taille des individus capturés (pour les quelques armements qui fournissent des informations), la moitié de leurs prises étant en outre des  "vivaneaux tête ronde" (Rhomboplites aurorubens)[3] ; En 2010, cette pêche était équivalente à 10 % du volume pêché par les Vénézuéliens en Guyane ;
3. les chalutiers crevettiers guyanais (1,5 à 2 millions de juvéniles étaient ainsi capturés avec les crevettes chaque année vers l'an 2000, ; comme capture accessoire souvent rejetée en mer ou utilisé comme appât, selon un rapport Ifremer, p 44 [3]).

Une partie de ces pêches pourrait être non déclarée et débarquée au Venezuela ou au Surinam. 
Une pêche au chalut du Vivanneau rouge a été développée au milieu des années 70 puis interdite en 1983 en Guyane en raison de sa capacité à surexploiter  la ressource.
En 2000, une étude Ifremer estimait qu'il faudrait réduire de l'effort de pêche d'au moins 40 % pour retrouver des tailles normales ou permettant la vente de filets ou darnes, et que les résultats ne seraient pas immédiats en raison de la croissance lente des individus. 
Des efforts ont été faits qui se sont traduits par une amélioration du recrutement annuel (qui a retrouvé en 2006-2010 un chiffre de 6 millions de recrues en moyenne qui a permis une restauration de la biomasse totale et de la  biomasse  féconde, mais la taille moyenne des poissons pêchés reste proche de celle du début de la maturité, ce qui montre une situation qui reste préoccupante (indice de surpêche : les juvéniles survivent mieux (sans doute en raison d'une baisse de l'activité crevettière), mais pas les grands adultes qui pondraient et féconderaient beaucoup plus d'œufs, avec une diversité génétique plus large). Ifremer signale en 2010 une réaugmentation de l’effort de pêche (+18 % en un an, de 2009 à 2010) alors qu'il était resté stable de 2005 à 2008, et alors que les autorités manquent toujours d'informations sur :
- le tonnage et les tailles des captures débarquées au Venezuela ou ailleurs par les ligneurs en fin de campagne ;
- les captures faites par les bateaux antillais qui pêchent à la nasse pour alimenter les Antilles  ;
- les captures de la part illégale des flottes de pêche ;
- les quantités de juvéniles qui meuvent de la pêche crevettière (ex : 2 millions de juvéniles estimés ainsi pêchés en 1998)[7].

Une nouvelle évaluation a été faite en 2016 sous l'égide de la Direction de la Mer en Guyane

## Aux États-Unis
Cependant cette espèce n'a pas fait l'objet d'une évaluation crédible des stocks, faisant que les pêcheurs amateurs ne l'estiment pas menacée ; « La pêche au vivaneau rouge est probablement la plus controversée au monde, et certainement aux États-Unis, et plus encore dans le golfe du Mexique » selon l'universitaire M. Stunz qui sera chargé d'évaluer les stocks de cette espèce. Selon lui-même la NOAA reconnait manquer de connaissance sur l'espèce. Une étude fédérale était prévue avec un budget de 12 millions de dollars pour permettre à 21 scientifiques pilotés par Greg Stunz (Université du Texas), à l'aide de caméras et de plongeurs de suivre et évaluer durant deux ans le stock de vivaneaux rouges du Golfe (où il fait l'objet d'une pêche très populaire).
La gestion du vivaneau rouge par la NOAA a été politiquement très critiquée, tant par des démocrates que des républicains, et a attiré l'attention du Bureau de l'inspecteur général du Commerce américain.

En juin 2017, sous la tutelle de l'administration Trump et du Secrétaire d’État au commerce Wilbur Ross, les fonctionnaires américains du Département du commerce ont même peut-être sciemment violé en prolongeant la saison des vivaneaux rouges dans le golfe du Mexique. On le sait car en réponse à une plainte accusant W. Ross, la NOAA et la NOAA Fisheries de mauvaise gestion en autorisant la surpêche, des notes internes ministérielles ont été communiquées et rendues publiques (par USA Today) : l'une datée du 1er juin 2017 est signée par Earl Comstock (chargé de la politique et de la planification stratégique du Département du Commerce) et elle informait le ministre Ross qu'une saison plus longue « entraînerait une surpêche » de jusqu'à 40 % du stock. L'auteur y précisait même qu' une action en justice pourrait être engagée contre le gouvernement. Maisle même Comstock aurait aussi proposé au ministre de prolonger la saison de pêche en estimant que le Congrès serait ainsi forcé de libéraliser la loi fédérale sur la pêche et de transférer plus d'autorité aux États du Golfe pour la gestion halieutique. Dans une seconde note (datée du 7 juin 2017) Comstock rappelait à son ministre que la Maison-Blanche et une douzaine de membres du Congrès venant des États du Golfe avaient demandé d'envisager l'allongement de la saison de pêche.
Un panel de sénateurs a effectivement ensuite voté un pouvoir accru aux États du golfe du Mexique dans la gestion du Vivaneau rouge, ce qui a permis - sans aucune justification scientifique - de porter de trois à 42 jours la durée de cette pêche en Floride, au Texas, en Louisiane, au Mississippi et en Alabama (cette décision pourrait toutefois être entachée d'illégalité). Raúl Grijalva (D-Ariz.), membre du "United States House Committee on Natural Resources" a commenté en estimant qu'« éviscérer les dispositions légale sur les pêcheries et ignorer la science dans les systèmes de gestion durable de la pêche est agir à courte vue et crée un précédent dangereux pour les pêcheries à l'échelle nationale ». 
L'étude d'évaluation du stock devrait se faire à partir de 2018 grâce à une subvention fédérale de 9,5 millions de dollars et des fonds de contrepartie locaux (2,5 millions de dollars) mais divers commentateurs doutent de l'indépendance de l'étude, comme Meredith Moore (directrice du programme de conservation du poisson de Ocean Conservancy) qui estime que les notes de Comstock ont montré que « la pression politique l'emporte sur la science » tout en espérant « que cela ne se reproduira plus ». 